# پیکسی و دیکسی و مستر جینکس
پیکسی و دیکسی و مستر جینکس (انگلیسی: Pixie and Dixie and Mr. Jinks) مجموعهٔ کارتونی آمریکایی است که در سال ۱۹۵۸ میلادای منتشر شد.
این مجموعه یکی از تولیدات هانا-باربرا و بخشی از مجموعهٔ تلویزیونی ماجراهای هاکلبری هاوند بود.